# Patrick Johnson
Patrick Johnson (* 26. září 1972 Cairns, Queensland) je bývalý australský atlet, sprinter. V současné době je stále držitelem rekordu Austrálie a Oceánie v běhu na 100 metrů časem 9,93 s. (5. května 2003 Mito, Japonsko). Až do roku 2011 byl také nejrychlejším sprinterem neafrického původu, nyní jej v této roli vystřídal Francouz Christophe Lemaitre (čas 9,92 s). Johnson reprezentoval svou zemi na domácí půdě během letních Olympijských her v Sydney v roce 2000.

## Osobní život
Johnson je dítětem etnicky smíšeného páru, jeho matka je domorodou Australankou (aboriginkou) a otec pochází z Irska.